# Crataegus azarolus

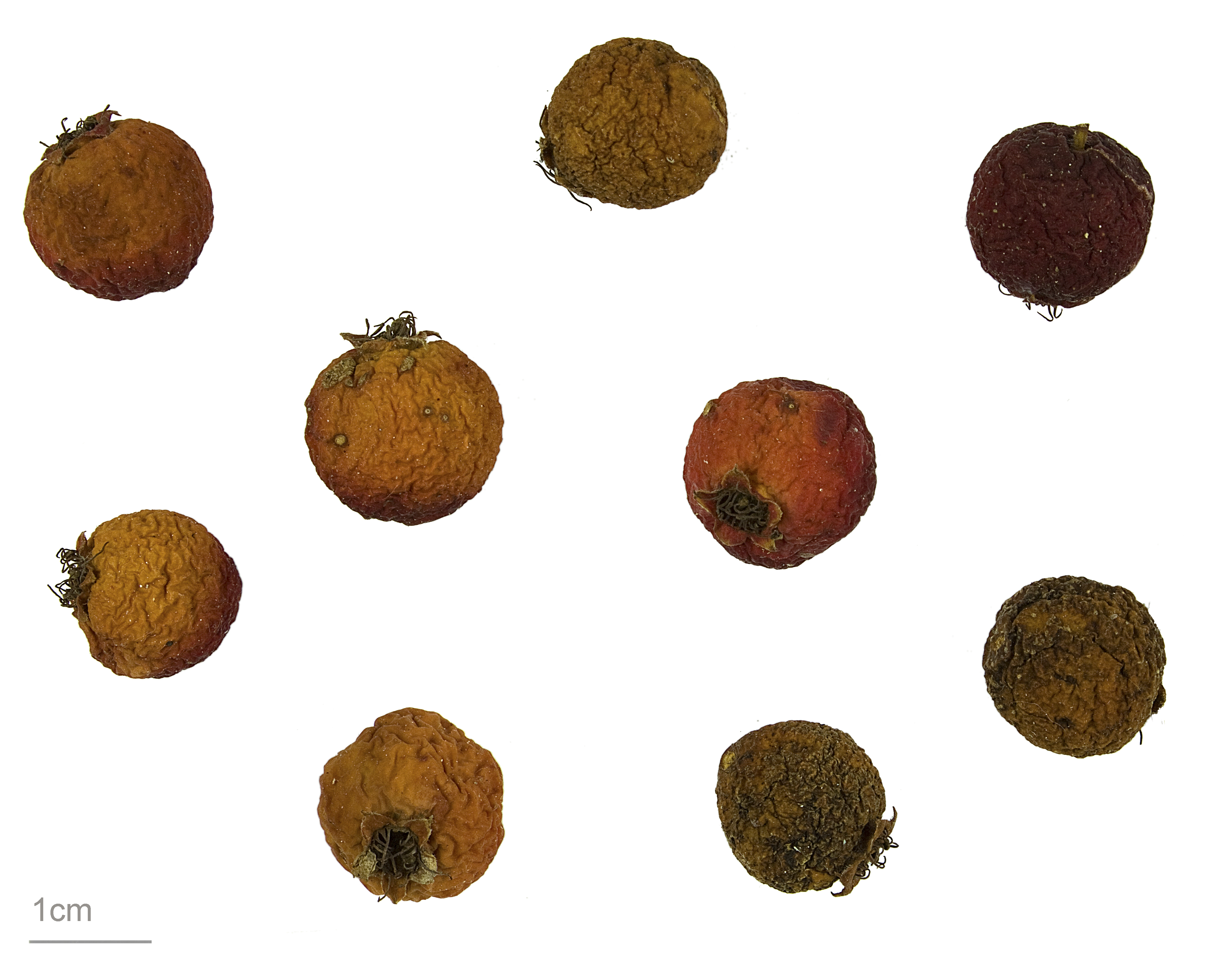
Crataegus azarolus.

El acerolo (Crataegus azarolus) es un árbol o arbusto caducifolio de la familia de las Rosáceas oriundo del sur de Europa, Oriente Medio y el norte de África.
No confundir con la especie Malpighia emarginata, conocida comúnmente como acerola.

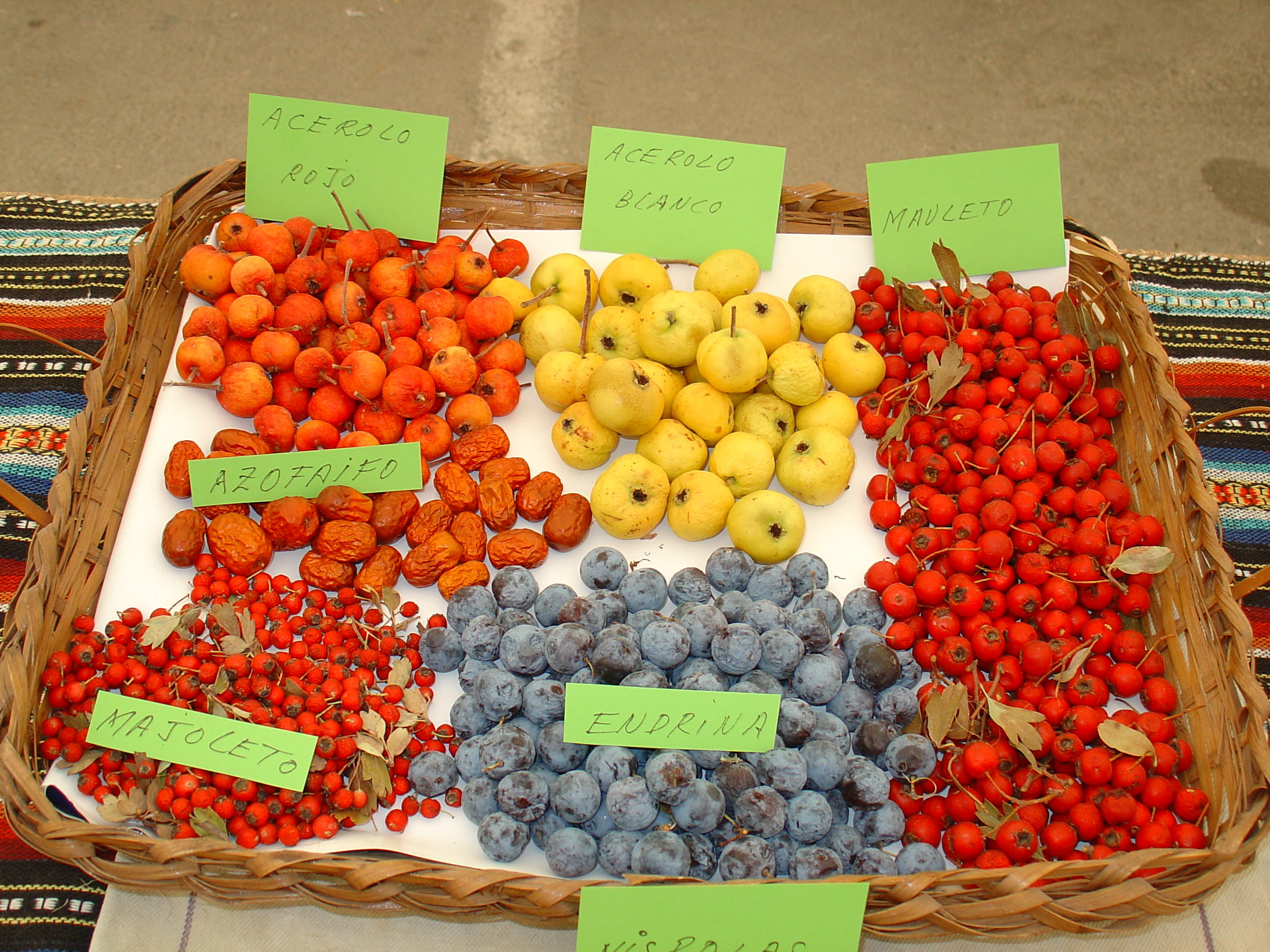
Frutos otoñales en Murcia: acerolo rojo y blanco (Crataegus azarolus), azofaifo (Ziziphus jujuba bajo los acerolos rojos), majoleto (Crataegus monogyna bajo los azofaifos), endrina (Prunus spinosa bajo los acerolos blancos).

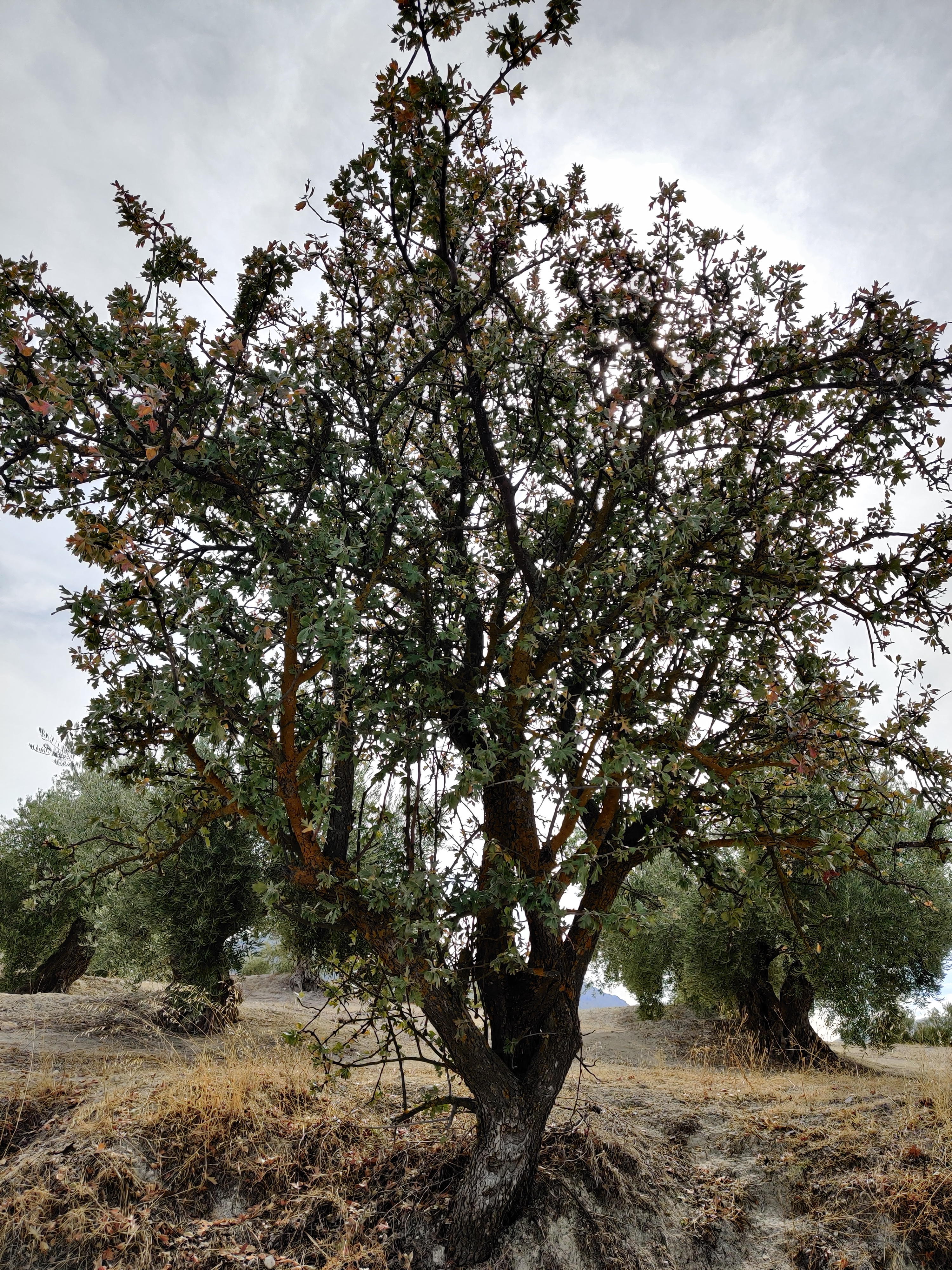
Ejemplar de acerolo junto a un olivar, en Mancha Real, Jaén.

## Características
El acerolo o bizcobo crece entre 3 a 5 metros, ramas tomentosas y algo espinosas en estado silvestre y sin ellas en los especímenes de cultivo. Las hojas, verde brillante y grisáceas en el envés, son ovadas cuneiformes en la base y profundamente divididas en tres o cinco lóbulos enteros o dentados con pecíolos cortos y pubescentes, al igual que las hojas, las cuales al principio pueden tener pubescencia en ambas caras conservándola después únicamente en el envés.
Las flores son blancas, se disponen en corimbos de 3 a 18 florecillas. La floración tiene lugar en abril y mayo. El fruto, la acerola, de forma globosa y unos 2 cm. es de color rojo o amarillo al madurar, contiene una pulpa carnosa comestible de sabor agridulce con tres semillas en su interior. La maduración se produce en septiembre.

## Taxonomía
El género fue descrito por Carlos Linneo y publicado en Species Plantarum 1: 477. 1753.
Variedades aceptadas
- Crataegus azarolus var. aronia L.
- Crataegus azarolus var. chlorocarpa (Moris) K.I.Chr.
- Crataegus azarolus var. pontica (K.Koch) K.I.Chr.

Sinonimia
- Azarolus crataegoides Borkh.
- Azarolus crataegoides var. dulcis M.Roem.
- Azarolus crataegoides var. florifera M.Roem.
- Azarolus crataegoides var. intermedia M.Roem.
- Azarolus crataegoides var. macrocarpa M.Roem.
- Azarolus crataegoides var. malus M.Roem.
- Azarolus crataegoides var. pyriformis M.Roem.
- Azarolus crataegoides var. torulosa M.Roem.
- Crataegus oxyacantha var. azarolus (L.) Lam.
- Lazarolus oxyacanthoides Borkh.
- Mespilus azarolus (L.) All.
- Mespilus azarolus (L.) Duhamel
- Pyrus azarolus (L.) Scop.[2]
- Mespilus aronia (L.) Willd. 1814
- Crataegus aronia (L.) Bosc 1825
- Crataegus orientalis var. aronia (L.) Lande 1897
- Crataegus azarolus subsp. aronia (L.) Rouy & Camus 1901
- Crataegus chrysoclada Gand., 1916
- Crataegus aronia var. dentata, var. minuta
- Crataegus ×ruscinonensis var. aronioides Brwicz, 1991[3]

Nombre vernáculo
- Acerolo